# Pugilato ai Giochi della XXIV Olimpiade
I tornei olimpici di pugilato ai Giochi della XXIV Olimpiade si svolsero tra il 17 settembre e il 2 ottobre 1988 al Jamsil Students' Gymnasium di Seul.

## Podi
| Evento                   | Oro                 | Argento              | Bronzo                                     |
| Mosca leggeri (dettagli) | Ivailo Marinov      | Michael Carbajal     | Róbert Isaszegi Leopoldo Serantes          |
| Mosca (dettagli)         | Kim Kwang-sun       | Andreas Tews         | Mario González Timofey Skryabin            |
| Gallo (dettagli)         | Kennedy McKinney    | Aleksandar Hristov   | Jorge Julio Rocha Phajol Moolsan           |
| Piuma (dettagli)         | Giovanni Parisi     | Daniel Dumitrescu    | Lee Jae-hyuk Abdelhak Achik                |
| Leggeri (dettagli)       | Andreas Zülow       | George Cramne        | Nergüjn Enhbat Romallis Ellis              |
| Superleggeri (dettagli)  | Vjačeslav Janovskij | Grahame Cheney       | Reiner Gies Lars Myrberg                   |
| Welter (dettagli)        | Robert Wangila      | Laurent Boudouani    | Jan Dydak Kenneth Gould                    |
| Superwelter (dettagli)   | Park Si-Hun         | Roy Jones Jr.        | Raymond Downey Richie Woodhall             |
| Medi (dettagli)          | Henry Maske         | Egerton Marcus       | Chris Sande Hussain Shah Syed              |
| Mediomassimi (dettagli)  | Andrew Maynard      | Nurmagomed Šanavazov | Damir Škaro Henryk Petrich                 |
| Massimi (dettagli)       | Ray Mercer          | Baik Hyun-man        | Arnold Vanderlyde Andrzej Gołota           |
| Supermassimi (dettagli)  | Lennox Lewis        | Riddick Bowe         | Janusz Zarenkiewicz Aleksandr Mirošničenko |

## Medagliere
| Pos.   | Paese            | Oro | Argento | Bronzo | Totale |
| ------ | ---------------- | --- | ------- | ------ | ------ |
| 1      | Stati Uniti      | 3   | 2       | 3      | 8      |
| 2      | Germania Est     | 2   | 1       | 0      | 3      |
| 3      | Corea del Sud    | 2   | 2       | 1      | 5      |
| 4      | Unione Sovietica | 1   | 2       | 1      | 4      |
| 5      | Canada           | 1   | 1       | 1      | 3      |
| 6      | Bulgaria         | 1   | 1       | 0      | 2      |
| 7      | Kenya            | 1   | 0       | 1      | 2      |
| 8      | Italia           | 1   | 0       | 0      | 1      |
| 9      | Svezia           | 0   | 1       | 1      | 2      |
| 10     | Australia        | 0   | 1       | 0      | 1      |
| 10     | Francia          | 0   | 1       | 0      | 1      |
| 10     | Romania          | 0   | 1       | 0      | 1      |
| 13     | Polonia          | 0   | 0       | 4      | 4      |
| 14     | Colombia         | 0   | 0       | 1      | 1      |
| 14     | Filippine        | 0   | 0       | 1      | 1      |
| 14     | Germania Ovest   | 0   | 0       | 1      | 1      |
| 14     | Gran Bretagna    | 0   | 0       | 1      | 1      |
| 14     | Messico          | 0   | 0       | 1      | 1      |
| 14     | Mongolia         | 0   | 0       | 1      | 1      |
| 14     | Marocco          | 0   | 0       | 1      | 1      |
| 14     | Paesi Bassi      | 0   | 0       | 1      | 1      |
| 14     | Pakistan         | 0   | 0       | 1      | 1      |
| 14     | Thailandia       | 0   | 0       | 1      | 1      |
| 14     | Ungheria         | 0   | 0       | 1      | 1      |
| 14     | Jugoslavia       | 0   | 0       | 1      | 1      |
| Totale | Totale           | 12  | 12      | 24     | 48     |